# Mistrzostwa Polski w Skokach Narciarskich 1957
32. Mistrzostwa Polski w Skokach Narciarskich – zawody o mistrzostwo Polski w skokach narciarskich, które odbyły się 3 marca 1957 roku na Wielkiej Krokwi w Zakopanem.
W konkursie skoków narciarskich zwyciężył Władysław Tajner, srebrny medal zdobył Franciszek Gąsienica Groń, a brązowy - Roman Gąsienica-Sieczka.

## Wyniki konkursu
| Miejsce | Zawodnik                  | Klub                   | Skok 1 | Skok 2 | Punkty |
| ------- | ------------------------- | ---------------------- | ------ | ------ | ------ |
| 1.      | Władysław Tajner          | WKS Zakopane           | 76,0   | 83,0   | 219,4  |
| 2.      | Franciszek Gąsienica Groń | Wisła-Gwardia Zakopane | 77,0   | 84,5   | 219,1  |
| 3.      | Roman Gąsienica-Sieczka   | Wisła-Gwardia Zakopane | 72,0   | 82,5   | 211,0  |
| 4.      | Stanisław Marusarz        | WKS Zakopane           | 68,0   | 80,0   | 204,0  |
| 5.      | Aleksander Kowalski       | Wisła-Gwardia Zakopane | 72,5   | 81,0   | 202,8  |
| 6.      | Gustaw Bujok              | Start Wisła            | 66,0   | 77,5   | 202,0  |